# Ommata tenuis
Ommata tenuis är en skalbaggsart som först beskrevs av Hermann Burmeister 1865.  Ommata tenuis ingår i släktet Ommata och familjen långhorningar.
Artens utbredningsområde är:
- Paraguay.
- Uruguay.

Inga underarter finns listade i Catalogue of Life.